# Hans von Luck (Oberst)
Hans-Ulrich von Luck und Witten (* 15. Juli 1911 in Flensburg; † 1. August 1997 in Hamburg), üblicherweise als Hans von Luck bekannt, war ein deutscher Offizier der Reichswehr und der Wehrmacht, der im Zweiten Weltkrieg in der 7. Panzer-Division und der 21. Panzer-Division diente. Von Luck kämpfte im Polenfeldzug, im Westfeldzug, an der Ostfront, in Nordafrika und wurde schließlich 1945 wiederum an der Ostfront gefangengenommen.
Nach dem Krieg erlangte von Luck, besonders in den Vereinigten Staaten, Bekanntheit durch seine 1989 erstmals veröffentlichten Memoiren. Diese werden in den Kanon des Mythos der sauberen Wehrmacht gerechnet.

## Biographie
Hans-Ulrich von Luck und Witten wurde am 15. Juli 1911 as Angehöriger des Adelsgeschlechts Luck in Flensburg geboren. Die Eltern waren Mathilde Diesener (1884–1971), Tochter eines Architekten, und der kais. dt. Korvettenkapitän Otto von Luck und Witten (1879–1918), stellv. Direktor der Marineschule Mürwik. Die Familie hatte militärische Wurzeln sowie Grundbesitz in Vorpommern, bei den direkten Vorfahren wie Philipp von Luck und Witten auch Träger hoher militärischer Orden; sein entfernter Vetter Hans Philipp August von Luck (1775–1859) war im Jahr 1815 für seine Leistungen in den Koalitionskriegen in den Generalsstand befördert worden.

### Militärdienst in der Friedenszeit, 1929–39
Hans von Luck trat im Jahr 1929 in die Reichswehr ein. Während seiner Zeit als Offizieranwärter war er gemeinsam mit seinen Jahrgangsgenossen allerlei Schikanen und Aufnahmeritualen ausgesetzt und musste etwa sanitäre Einrichtungen mit Zahnbürsten reinigen oder auf Befehl schnell starken Alkohol trinken. Von Luck lernte im Winter 1931/32 seinen späteren Vorgesetzten Erwin Rommel kennen, der (damals im Dienstgrad Hauptmann) an der Infanterieschule in Dresden unterrichtete.:393 Am 30. Juni 1934 nahm von Luck laut seinen eigenen Memoiren mit seiner Einheit an der „Nacht der langen Messer“ teil und war in Gefechte mit Angehörigen der Sturmabteilung verwickelt.:9–16
Im Jahr 1939 wurde Hans von Luck in den letzten Friedensmonaten zur 2. Leichten Division (ab Oktober 1939: „7. Panzer-Division“) versetzt.

### Feldzüge in Polen und Frankreich, 1939–40
Als Teil der 2. Leichten Division kämpfte Hans von Luck im September 1939 im Polenfeldzug und im Mai und Juni 1940 im Westfeldzug. Während des Vorstoßes der 7. Panzer-Division, von Erwin Rommel kommandiert, durch Belgien kämpfte sich von Lucks Aufklärungsabteilung an vorderster Front am dritten Tag des Feldzugs über den Fluss Maas, eines der wichtigsten frühen operativen Ziele für das Gelingen des deutschen „Sichelschnittplans“.:211

### Ostfront, 1941–42
Nachdem Erwin Rommel im Februar 1941 als Kommandeur der 7. Panzer-Division durch Hans von Funck ersetzt worden war,:13 nahm Hans von Luck, mittlerweile im Dienstgrad Hauptmann,:66 unter dessen Führung am Unternehmen Barbarossa (dem deutschen Überfall auf die Sowjetunion ab dem 22. Juni 1941) teil, in welchem die 7. Panzer-Division als Teil der Panzergruppe 3 kämpfte.:379 Im November 1941 bat jedoch Erwin Rommel, mittlerweile Befehlshaber des Deutschen Afrikakorps, von Luck abzuberufen und an den nordafrikanischen Kriegsschauplatz zu versetzen, um dort in den Aufklärungseinheiten des DAK eine Führungsfunktion zu übernehmen.:393 Dem Transfer wurde im Januar 1942 stattgegeben.:77–83

### Nordafrika, 1942–43
Im Frühjahr 1942 wurde von Luck zum Major befördert und kam in diesem Dienstgrad am 8. April 1942 in Nordafrika an, wo er den Befehl über die Aufklärungs-Abteilung 3 der 21. Panzer-Division übernahm.:389 In seinen Memoiren beschreibt von Luck einen Aufenthalt in Deutschland von Juni bis Mitte September 1942, um sich von einer Verwundung zu erholen, bevor er anschließend zur Aufklärungs-Abteilung 3 zurückkehrte.:110 Im Anschluss an die deutsche Niederlage in der Zweiten Schlacht von El Alamein (Oktober/November 1942) war es der Auftrag der Aufklärungs-Abteilung 3, den Rückzug der Achsenmächte zu decken.:413 Im Jahr 1943 nahm Luck an der Schlacht am Kasserinpass teil.:686 Zum Zeitpunkt der finalen deutsch-italienischen Kapitulation in Nordafrika (in Tunesien im Mai 1943) war von Luck bereits wieder in Deutschland.

### Westfront, 1944–45
Nach einer Zeit als Ausbilder an der Panzeraufklärungsschule Paris übernahm Hans von Luck im März 1944 ein Regiment der Panzer-Lehr-Division unter Fritz Bayerlein, wurde aber bereits im April wieder zur 21. Panzer-Division (Edgar Feuchtinger) in der Bretagne versetzt, wo er Anfang Mai das Panzergrenadierregiment 125 (stationiert bei Vimont) übernahm.:202
Die ursprüngliche 21. Panzer-Division war im Mai 1943 bei der Kapitulation der Achsenmächte in Tunesien vernichtet worden, wurde aber mit etwa 2.000 Überlebenden der ursprünglichen Division sowie französischen Beutepanzern (die erst ab Mitte 1944 teilweise durch deutsche Panzer IV ersetzt wurden) ab Juli 1943 in der Normandie im deutsch besetzten Frankreich neu aufgestellt.:11
Am Morgen des 6. Juni 1944 begann die alliierte Invasion („Operation Overlord“) in der Normandie; das Panzergrenadierregiment 125 kam gegen die angloamerikanischen Fallschirmjäger sowie Landungstruppen nur verspätet zum Einsatz, da die Panzerdivisionen der Wehrmacht im besetzten Frankreich unter direktem Oberbefehl Adolf Hitlers standen und nur auf dessen direktem Befehl eingesetzt werden durften. Erst gegen 10:30 Uhr wurde durch das Kommando des LXXXIV. Armeekorps (Erich Marcks) nach kurzen Kampfhandlungen gegen die britische 6. Luftlandedivision ein Gegenangriff der 21. Panzer-Division in Richtung der britischen Landungstruppen im Großraum Caen befohlen, wobei jedoch das Panzergrenadierregiment 125 zunächst in der Defensive blieb, bis es um 17:00 Uhr nach gegenläufigen Anweisungen der des Oberkommandos der 7. Armee östlich Orne zum Gegenangriff trat.:82f.
Am Morgen des 9. Juni 1944 wurde unter Führung von Hans von Luck die „Kampfgruppe von Luck“ gebildet, die aus dem Panzergrenadierregiment 125, drei Sturmgeschütz-Batterien, einer Panzerjäger-Kompanie mit 88mm-Kanonen, und einem Bataillon bestand. Mit seiner Kampfgruppe trat von Luck gegen die Orne-Brücken zum Angriff an, um sie von den britischen Fallschirmjägern zurückzugewinnen. Die Kampfgruppe konnte die britischen Linien nicht durchbrechen, die durch die Ankunft der britischen 51. „Highland“-Division verstärkt worden waren, hinderten die britischen Verbände östlich der Orne aber bis zum 16. Juni am weiteren Vorankommen.:103
Die Briten traten am 18. Juli zur Operation „Goodwood“ an, um unter Nutzung alliierter Panzerverbände den Durchbruch im Raum Caen zu erzwingen. Von Lucks Darstellung in seinen Memoiren, er habe persönlich unter Drohung seiner Pistole die deutschen Artilleristen zum Abwehrfeuer gegen britische Panzer gezwungen, läuft der Darstellung in den Kriegstagebüchern des britischen 8. Korps entgegen,:98 und wird vom britischen Militärhistoriker Ian Daglish abgelehnt.:255–261 Am 21. Juli trat die Kampfgruppe von Luck gemeinsam mit Verstärkungen der Leibstandarte SS Adolf Hitler zum Gegenangriff gegen den britischen Flankenschutz an. Von Luck erhielt für die Kampfhandlungen im Juli 1944 das Ritterkreuz des Eisernen Kreuzes und wurde am 8. August zum Oberstleutnant befördert.:216
Nachdem die 3. US-Armee bei Avranches am 31. Juli durchgebrochen war, sollten die bedrängten Panzer-Lehr-Division und 21. Panzer-Division ihrerseits einen Gegenangriff gegen die Nachschublinien der rapide vorstoßenden US-Amerikaner führen, wurden aber von überlegener alliierter Feindaufklärung und Luftunterstützung ausgehorcht, aufgeklärt und schließlich im alliierten Artilleriefeuer aufgehalten. Am 17. August wurde die 21. Panzer-Division durch einen britischen Angriff gespalten; die Kampfgruppe von Luck war außerhalb des Kessels von Falaise gefangen, zu dem sie nun einen Korridor offenhalten sollte. Nach den schweren Verlusten, den die Deutschen im Kessel von Falaise erlitten, kam Hans von Luck am 9. September nach Straßburg, wo seine Truppen der 5. Panzerarmee (Hasso von Manteuffel) unterstellt wurden.:260–262
Am Morgen des 11. Januar führte die Kampfgruppe von Luck, gemeinsam mit der „Kampfgruppe Huss“, im Elsass einen Gegenangriff von Hatten in Richtung Rittershoffen.:62f.

### Ostfront, 1945
Im Januar 1945 kam Hans von Luck mit seinem Verband an die Oderfront. Das Chaos des sich rapide abzeichnenden Zusammenbruches Deutschlands an allen Fronten führte auch zu einem Verlust der militärischen Ordnung; die irrtümliche Erschießung selbst dekorierter Soldaten durch andere deutsche Einheiten wegen vermeintlicher Desertion betraf auch die Kampfgruppe von Luck.:624 Am 25. April unternahm die Kampfgruppe von Luck, zeitgleich mit einer Kampfgruppe unter SS-Standartenführer Rüdiger Pipkorn, einen Ausbruch, um die Garnison von Frankfurt an der Oder mit der 9. Armee wiederzuvereinen.:55f.
Von Luck wurde am 27. April 1945 während eines Ausbruchsversuchs aus dem Halbe-Kessel von sowjetischen Truppen gefangen genommen.

### Nachkriegszeit
In seinen Memoiren benennt von Luck den Dezember 1949 als seinen Entlassungsmonat aus der sowjetischen Kriegsgefangenschaft. Er kehrte nach Westdeutschland zurück.:328 Er heiratete zweimal, zuerst 1952 Margot Rindfleisch, zwei Söhne, Cai und Clemens; und nach der Scheidung 1970 nochmals Regina Zollenkopf, Sohn Alexander.
In der Nachkriegszeit verdingte von Luck sich als Redner zu militärhistorischen und -strategischen Themen und wurde ein beliebter Gast des britischen Staff College Camberley. Nach Anregungen durch den US-amerikanischen Militärhistoriker Stephen E. Ambrose schrieb Hans von Luck seine Memoiren, die zunächst 1989 unter dem Titel Panzer Commander in englischer Sprache erschienen. Eine deutsche Veröffentlichung folgte 1991 zunächst unter dem Titel Gefangener meiner Zeit: Ein Stück Weg mit Rommel, spätere Auflagen trugen den Namen Mit Rommel an der Front – Stationen eines bewegten Lebens.
Hans von Luck starb am 1. August 1997 in Hamburg.:xcvii

## Nachwirkung
Die im Jahr 1989 in der englischen Sprache veröffentlichen Memoiren Hans von Lucks werden (neben denen Guderians, Mansteins, Mellenthins und Rudels) von Ronald M. Smelser in der Reihe der wichtigsten archetypischen Bücher benannt, die durch hohe Verkaufszahlen den Mythos der „sauberen Wehrmacht“ stützte.:90 Smelser benennt Panzer Commander dahingehend als ein bemerkenswertes Buch dieser Kategorie, dass es trotz seines vergleichsweise späten Veröffentlichungsjahres 1989 großen Erfolg erzielte, besonders in den Vereinigten Staaten. Dieser Erfolg vergrößerte sich 1991 nach der Veröffentlichung im Taschenbuch-Format noch einmal deutlich. Durch seinen amerikanischen Weggefährten Stephen Ambrose erfuhr von Luck eine Vorzugsbehandlung; Ambrose attestierte ihm eine apolitische Haltung und entlastete ihn von den Verbrechen, die im Zweiten Weltkrieg auf deutscher Seite begangen worden waren.:127–134